# سیمون سرنی
سیمون سرنی (انگلیسی: Simone Sereni؛ زادهٔ ۹ اوت ۱۹۶۸) بازیکن فوتبال اهل ایتالیا است.
از باشگاه‌هایی که در آن بازی کرده‌است می‌توان به باشگاه فوتبال فیورنتینا و باشگاه فوتبال آلساندریا اشاره کرد.